# Motorola 68000

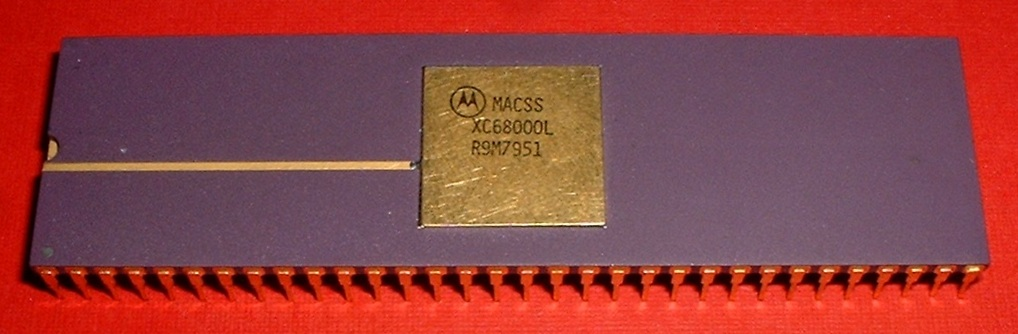
Досерійний чіп XC68000, виготовлений 1979 року

Серія Motorola 68000 (також відома як 680x0, m68000, m68k або 68k)  — родина 32-х розрядних мікропроцесорів архітектури 
CISC. У 1980-х і на початку 1990-х років використовувалися у персональних комп'ютерах і робочих станціях, і були основними конкурентами процесорів x86 від Intel.
Найбільш відомі застосування — ранні комп'ютери Apple Macintosh, Sharp X68000, Commodore Amiga, Sinclair QL, Atari ST, Neo Geo, Sega Genesis (Mega Drive), Atari Jaguar та Commodore CDTV. У 21-му столітті похідні від процесорів 68000 знаходять застосування у вбудованих системах.
Motorola припинила виробництво серії 68000 1994-го року, натомість зосередившись на архітектурі PowerPC, яка розроблялася спільно з IBM і Apple Inc. у рамках альянсу AIM alliance.

## Сфера застосування
Лінійка процесорів m68k використовувалася на різних системах, від калькуляторів Texas Instruments, TI-89, до критичних систем управління Спейс Шаттла.
На базі процесорів m68k було побудовано безліч платформ персональних комп'ютерів, найвідомішими з яких є: Apple Macintosh, Commodore Amiga та Atari ST. Популярний Кишеньковий комп'ютер Palm також спочатку використовував процесори Motorola. Виробники обирали ці процесори через наявність зручних інструментальних засобів, продуманої архітектури, швидке проходження етапів від дослідного зразка до готового продукту.
На базі процесорів Freescale ColdFire та DragonBall проектуються[джерело?] переважно вбудовані системи, у минулому також деякі КПК. Архітектура m68k підтримується операційними системами Debian Linux, NetBSD та OpenBSD, також ентузіасти іноді оновлюють й інші дистрибутиви Linux. Пропрієтарні ОС AmigaOS 4 та MorphOS підтримують архітектуру m68k на рівні JIT-емуляції).
Модифікована версія 68000 була основою апаратного емулятора мейнфрейму IBM System/370 у комп'ютері IBM XT/370.

## Архітектура
Асемблер M68k багато в чому схожий на асемблер систем PDP-11 та VAX. Попри певні відмінності, наприклад, поділ регістрів загального призначення на спеціалізовані регістри адрес і регістри даних, архітектура 68000 багато в чому — 32-бітна версія PDP-11.
Набір інструкцій «ортогональніший», ніж у багатьох процесорів, що з'явилися раніше (наприклад, Intel 8080), або після (сімейство x86). На практиці це означає, що можливо вільно комбінувати операції та операнди, з усім багатством режимів адресації, не замислюючись про обмеження сумісності конкретної операції і набору операндів. Ця особливість суттєво полегшує програмування на асемблері 68k, певною мірою наближаючи його до мов високого рівня, а також істотно полегшує створення коду компіляторами.
Інструкції 68k можна поділити на декілька великих груп:
- Операції з пам'яттю (Load & store — Move.B, Move.W, Move.L);
- Арифметика (Add, Sub, Mul, Div);
- побітно зсув (вліво і вправо, логічне та арифметичне);
- Циклічні бітові зсуви (ROR, ROL, ROXL, ROXR);
- Логічні операції (And, Or, Not, EOr);
- Конверсія типів (байт у слово і навпаки);
- Умовне і безумовне розгалуження (Bra, BCS, BEq, BNE, BHI, BLO, BMI, BPL, etc.);
- Виклик підпрограм і повернення з них (BSR, RTS);
- Управління стеком (push, pop);
- Виклик і обробка переривань;
- Обробка помилок і виняткових ситуацій.

## Процесори родиниMotorola68k

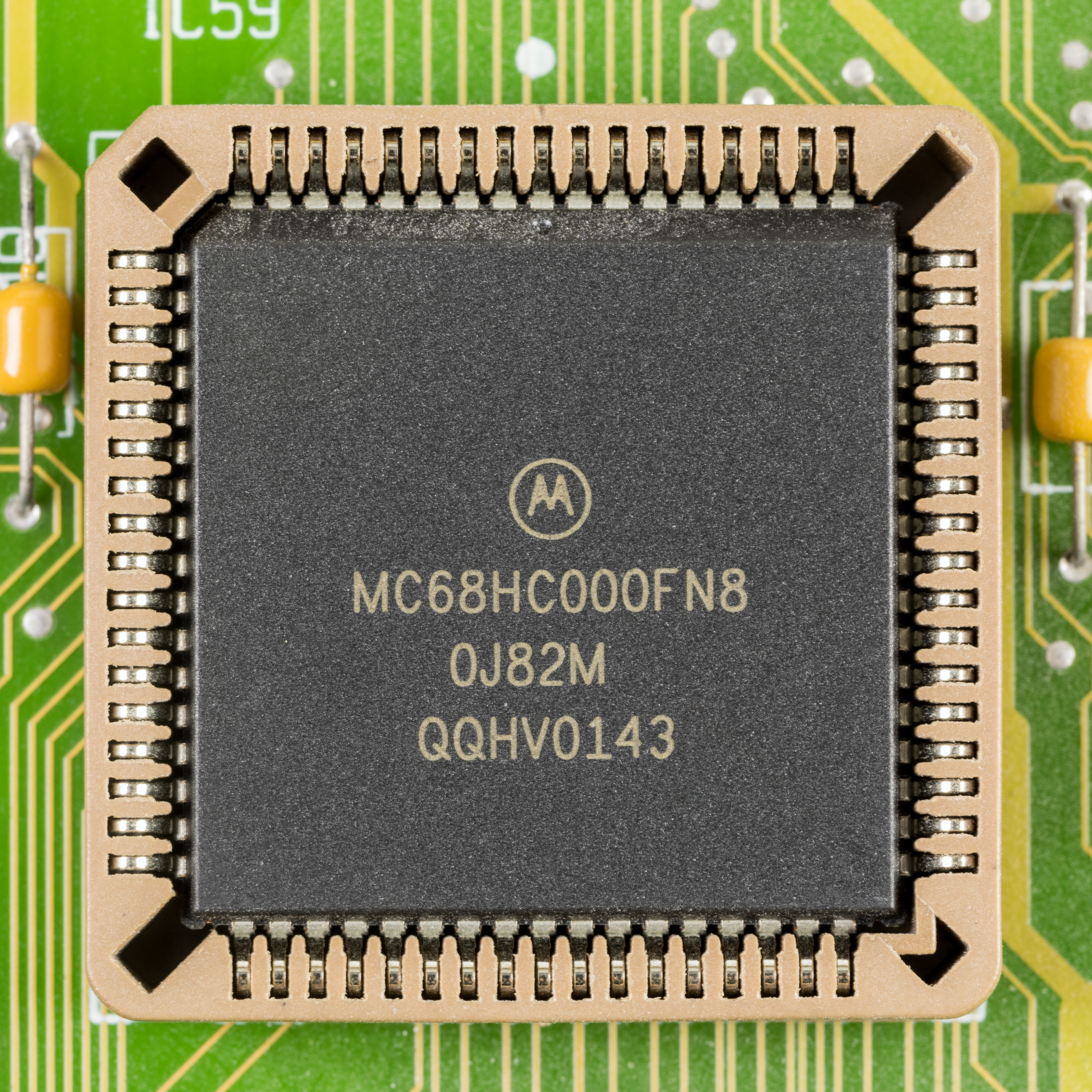

- Перше покоління

- - Motorola 68000 — гібрид 16/32 бітного чипа; 68000 транзисторів; 16 бітна шина даних/24 бітна шина адрес; частота 8-16 МГц; 64 або 68 контактів.
    - DIP версії
      - Motorola 68000L
      - Motorola 68000L8
      - Motorola 68HC000P8
      - Motorola 68000P8
      - Motorola 68000P12
      - Motorola 68000P12F
      - Motorola 68HC000P12F

    - PGA версії
      - Motorola 68HC000RC10
      - Motorola 68000R12

    - PLCC версії
      - Motorola 68000FN8
      - Motorola 68HC000FN8
      - Motorola 68000FN10
      - Motorola 68HC000FN12
      - Motorola 68HC000FN12F
      - Motorola 68EC000FN16
      - Motorola 68HC000FN16

  - Motorola 68008 — гібрид 8/16/32 бітного чипа; 70000 транзисторів; 8 бітна шина даних/20 бітна шина адрес; частота 8-10 МГц; 48 контактів.
  - Motorola 68010 — гібрид 16/32 бітного чипа; удосконалення MC68000; 84000 транзисторів; 16 бітна шина даних/24 бітна шина адрес; частота 8-12 МГц; 64 або 68 контактів.
  - Motorola 68012
- Друге покоління (повністю 32-бітові)

- - Motorola 68020
  - Motorola 68EC020
  - Motorola 68030
  - Motorola 68EC030
- Третє покоління (конвеєрні)

- - Motorola 68040
  - Motorola 68EC040
  - Motorola 68LC040

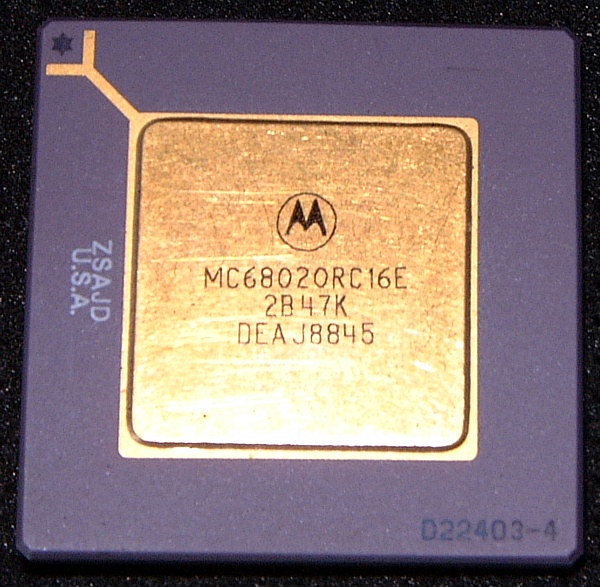
Motorola 68020

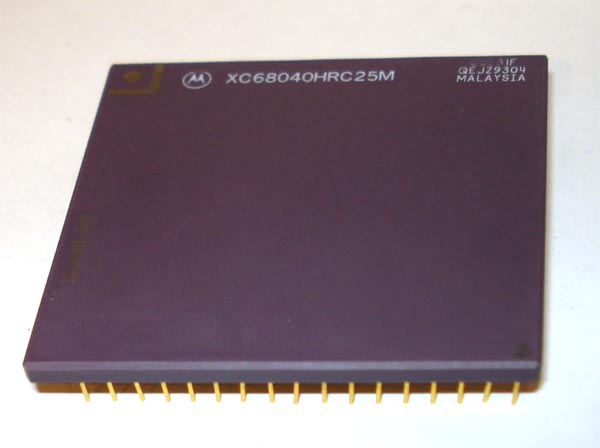
Motorola 68040

- Четверте покоління (суперскалярні)

- - Motorola 68060
  - Motorola 68EC060
  - Motorola 68LC060
- Родини — нащадки m68k

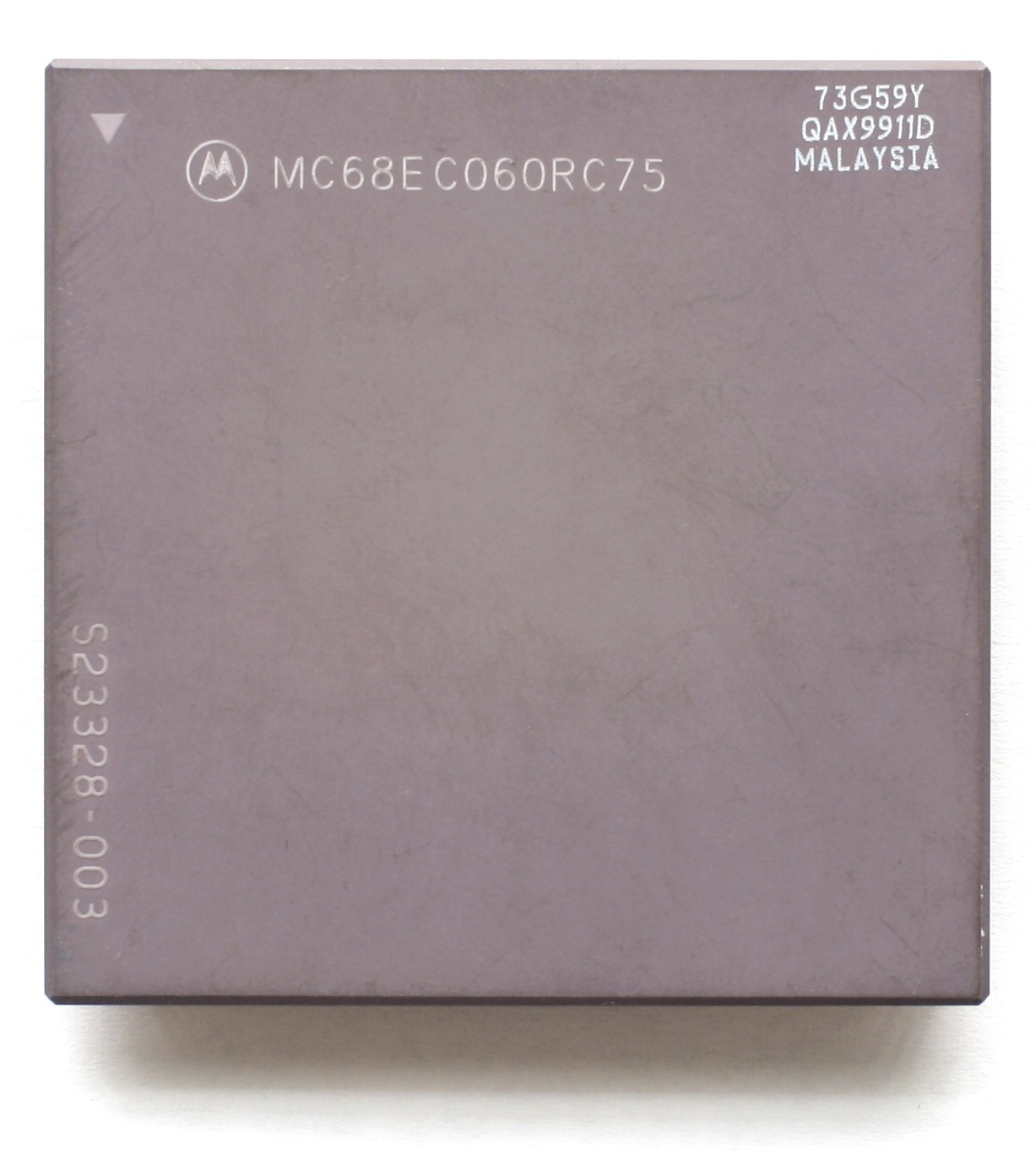
Motorola MC68EC060

  - Motorola CPU32 (також відомі як Motorola 68330)
  - Motorola 68360 (також відомі як QUICC)
  - ColdFire
  - Motorola DragonBall

## Комп'ютери, засновані на цих процесорах

### Amiga
- Commodore Amiga 1000
- Commodore Amiga 500
- Commodore Amiga 2000
- Commodore Amiga 2500UX
- Commodore Amiga 2500
- Commodore Amiga 1500
- Commodore Amiga CDTV
- Commodore Amiga 1500+
- Commodore Amiga 2000+
- Commodore Amiga 3000
- Commodore Amiga 3000UX
- Commodore Amiga 3000T
- Commodore Amiga 500+
- Commodore Amiga 600
- Commodore Amiga 1200
- Commodore Amiga 4000
- Commodore Amiga 4000T
- Commodore Amiga CD32
- MacroSystem Draco
- MacroSystem Casablanca
- Minimig

### Apple

#### MC68000
- Lisa / Lisa 2/Mac XL
- Macintosh 128k
- Macintosh 512k
- Macintosh 512ke
- Macintosh Classic
- Macintosh ED
- Macintosh Plus
- Macintosh Plus ED
- Macintosh Portable
- Macintosh SE
- Macintosh SE FDHD

#### MC68020
- Macintosh II
- Macintosh LC

#### MC68030
- Macintosh Classic II
- Macintosh Color Classic
- Macintosh Color Classic II
- Macintosh IIci
- Macintosh IIcx
- Macintosh IIfx
- Macintosh IIsi
- Macintosh IIvi
- Macintosh IIvx
- Macintosh IIx
- Macintosh LC 520
- Macintosh LC 550
- Macintosh LC II
- Macintosh LC III
- Macintosh LC III +
- Macintosh SE/30
- Macintosh TV
- Perfoma 200
- Perfoma 250
- Perfoma 275
- Perfoma 400
- Perfoma 405
- Perfoma 410
- Perfoma 430
- Perfoma 450
- Perfoma 460
- Perfoma 466
- Perfoma 467
- Perfoma 550
- Perfoma 560
- Perfoma 600/600CD
- PowerBook 140
- PowerBook 145
- PowerBook 145B
- PowerBook 150
- PowerBook 160
- PowerBook 165
- PowerBook 165c
- PowerBook 170
- PowerBook 180
- PowerBook 180c
- PowerBook Duo 210
- PowerBook Duo 230
- PowerBook Duo 250
- PowerBook Duo 270c

#### MC68040
- Macintosh Centris 650
- Macintosh Centris 660av
- Macintosh LC 630
- Macintosh Quadra 610
- Macintosh Quadra 630
- Macintosh Quadra 650
- Macintosh Quadra 660av
- Macintosh Quadra 700
- Macintosh Quadra 800
- Macintosh Quadra 840av
- Macintosh Quadra 900
- Macintosh Quadra 950
- Perfoma 580CD
- Perfoma 588CD
- Perfoma 630
- Perfoma 630CD
- Perfoma 631CD
- Perfoma 635CD
- Perfoma 636
- Perfoma 636CD
- Perfoma 637CD
- Perfoma 638CD
- Perfoma 640CD
- PowerBook 550С
- Workgroup Server 60
- Workgroup Server 80
- Workgroup Server 95

#### MC68HC000
- PowerBook 100

#### MC68LC040
- Macintosh Centris 610
- Macintosh LC 475, 575, 580
- Macintosh Quadra 605
- Macintosh Perfoma 475, 476, 575—578
- PowerBook 190, 190cx, 520, 520c, 540, 540c, Duo 280, Duo 280c

### Atari
- Atari ST (68000)

### Sharp
- Sharp X68000

### Sinclair Research
- Sinclair QL

### Sun Microsystems
- Sun-1
- Sun-2
- Sun-3
- Sun-3x

### Радянські комп'ютери
- Беста[ru] (68020)

## Ігрові системи (телевізійні приставки та автомати), засновані на цих процесорах

### Sega
- Genesis / Genesis II / Mega Drive / Mega Drive II (68000)
- Mega-CD (68000)
- Nomad (68000)

### SNK
- Neo Geo AES (68000)
- Neo Geo MVS (68000)

### Capcom
- CPS (Capcom play system) (68000)
- CPSC (Capcom power system changer) (68000)

## Емулятори
Існують програмні емулятори як процесорів родини MC68k, так і конкретних систем, побудованих на їх основі:
- EASy68K
- Ide68k